# Nitrofobní rostliny

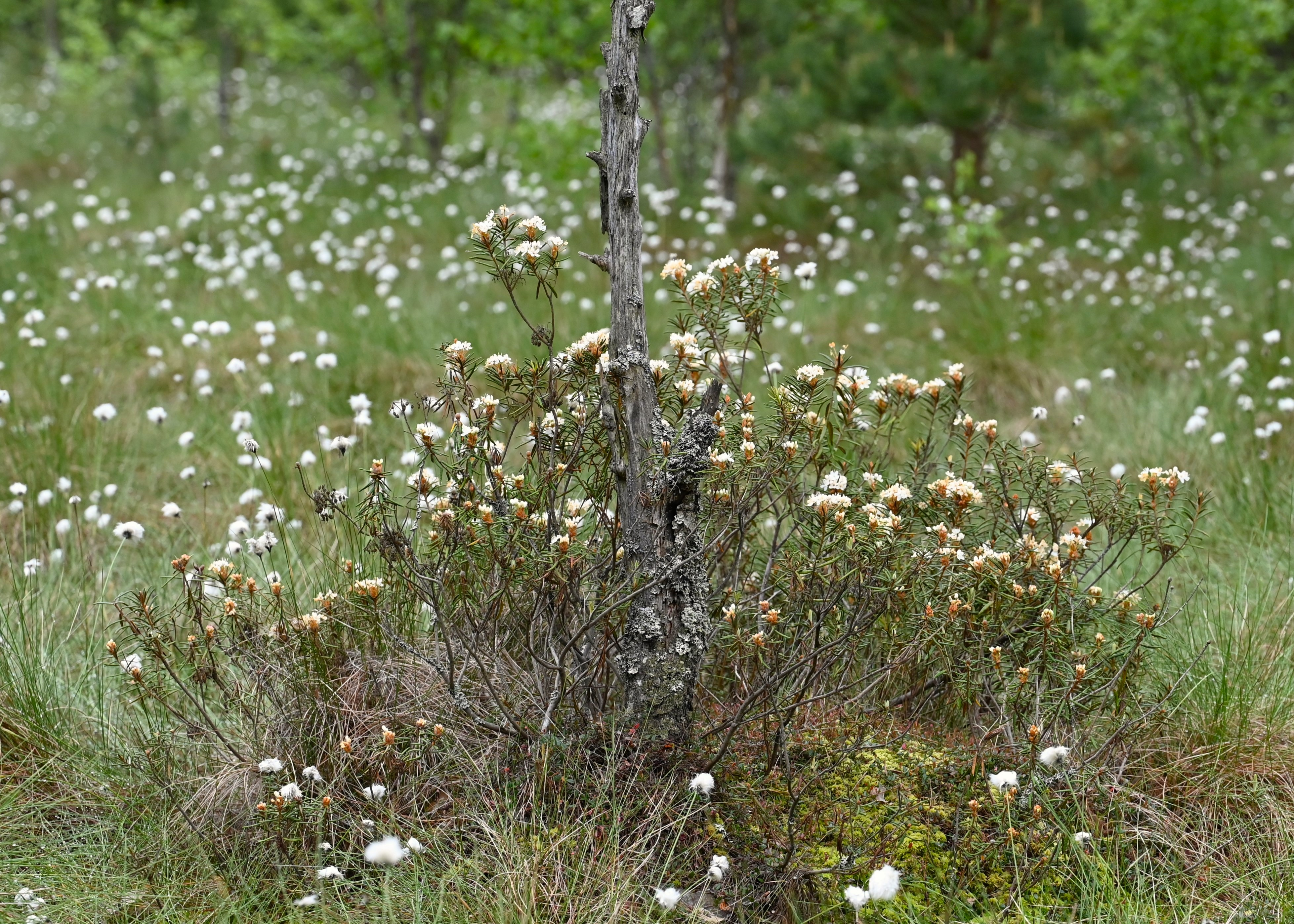
rojovník bahenní, typicky nitrofobní rostlina

Nitrofobní rostliny jsou ty, které nesnášejí nadbytek dusíku v půdě. Opakem nitrofobních rostlin jsou rostliny dusík milující, tedy nitrofilní. Příkladem mohou být například klikva bahenní, rojovník bahenní a další. Semena nitrofobních rostlin v půdách bohatých dusíkem obtížně klíčí.